# جان موريس فييه
جان موريس فييه (بالفرنسية: Jean Maurice Fiey)‏ (1914 - 1995 م) هو مستشرق من الدومينيكان الفرنسيين.
تخصص في تاريخ الكنائس المسيحية السريانية وفي عام 1944 أسس كلية الموصل الدومينيكانية.

## آثاره
من آثاره التي نقلت إلى العربي:
- أحوال النصارى في خلافة بني العباس - ترجمة حسني زينة.
- الكنيسة السريانية الشرقية - ترجمة الأب كميل حشيمه اليسوعي.